# Mistrzostwa Świata w Kolarstwie Torowym 1921
24. Mistrzostwa Świata w Kolarstwie Torowym 1921 odbyły się w stolicy Danii – Kopenhadze. Rozegrano trzy konkurencje: sprint zawodowców i amatorów oraz wyścig ze startu zatrzymanego zawodowców.

## Medaliści

### Mężczyźni
| Konkurencja                              | Złoto                | Srebro        | Brąz                |
| ---------------------------------------- | -------------------- | ------------- | ------------------- |
| Sprint indywidualny amatorów             | Henry Brask Andersen | Erik Kjeldsen | Johan Norman Hansen |
| Sprint indywidualny zawodowców           | Piet Moeskops        | Robert Spears | Pierre Sergent      |
| Wyścig ze startu zatrzymanego zawodowców | Victor Linart        | Paul Suter    | Paul Guignard       |

## Klasyfikacja medalowa
| Miejsce | Państwo    |   |   |   | Razem |
| ------- | ---------- | - | - | - | ----- |
| 1.      | Dania      | 1 | 1 | 1 | 3     |
| 2.      | Belgia     | 1 | 0 | 0 | 1     |
| 2.      | Holandia   | 1 | 0 | 0 | 1     |
| 4.      | Australia  | 0 | 1 | 0 | 1     |
| 4.      | Szwajcaria | 0 | 1 | 0 | 1     |
| 6.      | Francja    | 0 | 0 | 2 | 2     |